# Metrópoli (banda)
Metrópoli fue una banda de pop rock y new wave argentina formada en el año 1982. Con solo dos trabajos de estudio en su corta trayectoria, se posicionaron como uno de los grupos más importantes de escena del rock argentino de la década de 1980. Sus canciones más conocidas son: «Contractura», «Muñecos uniformes» y «Héroes anónimos».

## Historia
Esta banda de música pop tuvo su origen en el año 1982, cuando Isabel de Sebastián y Celsa Mel Gowland convocaron a Richard Coleman y Ulises Butrón. Metrópoli entró en la escena del rock con un sonido rock solvente y profesional. La consistencia musical del grupo los ubicaba como una verdadera promesa cuando en el año 1985 editan su álbum debut titulado Cemento de contacto. Con la canción «Contractura», su exitoso primer corte de difusión de su primer álbum, la banda obtiene la prensa y la rotación necesaria en las radios para enfrascarse en una intensa serie de presentaciones en todo el círculo de pubs de Buenos Aires. También este primer trabajo contenía la canción «Mujeres aburridas». Este tema que Fabiana Cantilo había compuesto con de Sebastián cuando ambas formaban parte de Las Bay Biscuits, banda femenina de rock teatral.
En el año 1984, el grupo pasa por algunos cambios de integrantes, que no le permiten mantener la continuidad necesaria en sus presentaciones en vivo y la permanencia en el mercado, se incorporan: Eduardo Nogueira, Javier Miranda y Marcelo Fink. Richard Coleman decide alejarse para fundar junto con Gustavo Cerati (Soda Stereo); la banda Fricción. 
Para el segundo álbum del grupo, Celsa Mel Gowland ya había dejado el grupo, quedando Isabel de Sebastián como la única cantante. Con su disco Viaje al más acá la banda consigue pegar rápidamente el hit «Héroes anónimos», este disco los posiciona y confirmaba como banda de culto. Esta canción sería reversionada por la banda Catupecu Machu en su álbum en vivo A morir!!! (1998).
Distintas diferencias entre los integrantes hacen que el grupo (hacia abril de 1987) se transforme en un dúo, formado por Isabel de Sebastián y Ulises Butrón. Butrón es convocado por Miguel Mateos, para que se integre a su banda. Lo que finalmente se disuelven tiempo después y dos dos miembros comenzaron sus respectivas carreras individuales.

## Integrantes
- Isabel de Sebastián: voz principal y coros
- Celsa Mel Gowland: coros
- Ulises Butrón: guitarra rítmica y sintetizadores
- Richard Coleman: guitarra principal
- Eduardo Nogueira: guitarra rítmica
- Marcelo Fink: bajo
- Javier Miranda: batería

## Discografía

### Álbumes de estudio
| Año  | Álbum de estudio                                                         | Canciones |
| ---- | ------------------------------------------------------------------------ | --- |
| 1985 | Cemento de contacto - Álbum debut de Metrópoli - Discográfica: Interdisc | 1. Contractura 2. Dentro de un caleidoscopio 3. Hombres de acción 4. Mujeres aburridas 5. Debo soñar (con el amor de alguien) 6. Ahora,a quien te imaginas 7. Botiquín 8. No lo comentes 9. Manipulaciones genéticas 10. El de contaduría 11. Muñecas uniformes |
| 1986 | Viaje al más acá - Segundo álbum de Metrópoli - Discográfica: Interdisc  | 1. Héroes anónimos 2. Paisaje submarino 3. Aunque no puedas esconder tus ojos 4. Los ojos de Nancy 5. No me prometas cielos 6. Amor nuclear 7. Tormenta en la Bristol 8. Viaje al más acá                                                                       |